# Cà phê mít
Cà phê mít hay cà phê Liberia (danh pháp hai phần: Coffea liberica, đồng nghĩa Coffea excelsa) thuộc họ Thiến thảo.

## Đặc điểm phân biệt
Cây cao 2m -5m. Thân, lá và quả đều to, khác biệt hẳn cà phê vối. Do lá to, xanh đậm nhìn xa như cây mít nên gọi là cà phê mít. Cây chịu hạn tốt, ít cần nước tưới nên thường trồng quảng canh. Tuy nhiên do năng suất kém, có vị chua nên không được ưa chuộng và phát triển diện tích.

## Ở Việt Nam

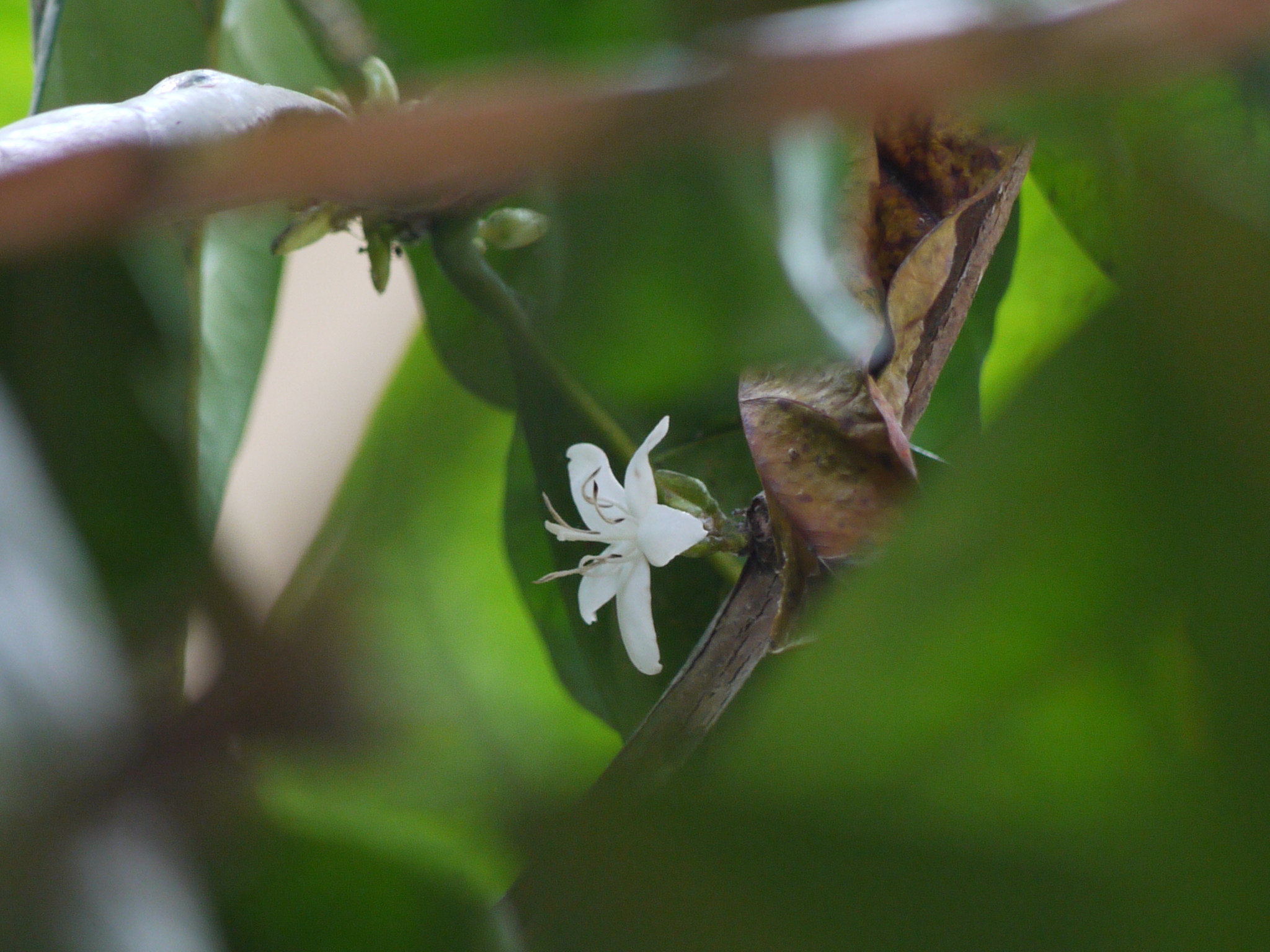
Hoa của cây cà phê mít

Tại Việt Nam cây trồng chủ yếu ở các tỉnh như Nghệ An, Quảng Trị, Gia Lai, Kon Tum là những tỉnh có điều kiện phù hợp cho phát triển cây công nghiệp nhưng không hoàn toàn thuận lợi cho cà phê phát triển. Đây cũng chính là lý do Đắk Lắk và nhất là Buôn Ma Thuột vốn được xem là thủ phủ cà phê nhưng lại có rất ít diện tích trồng loại cà phê này.
Ở Tây nguyên, Cà phê mít thường nở hoa và thu hoạch muộn hơn các loài cà phê khác do đặc điểm là nở hoa nhờ nước mưa, quả thường thu hoạch vào tháng 12 âm lịch, sau khi các loài cà phê khác đã thu hoạch xong. Sản lượng của cà phê mít không lớn, hạt nhân to, thon dài trắng. Cây thường được trồng thuần loài hay làm đai rừng chắn gió cho các lô cà phê vối, thường trồng thành hàng với khoảng cách 5-7m một cây.
Do đặc tính chịu hạn và có sức chống chọi với sâu bệnh cao nên hiện cà phê mít được dùng làm gốc ghép cho các loại cà phê khác rất được các nhà vườn ưa chuộng.
Hạt cà phê mít thường được trộn vào với cà phê vối, cà phê chè khi rang xay để tạo hương vị.
Cà phê mít thường hợp với gu của người châu Âu, các loại cà phê hòa tan theo gu châu Âu thường có tỉ lệ cà phê mít nhiều nên thường có vị chua đặc trưng.

## Hình ảnh

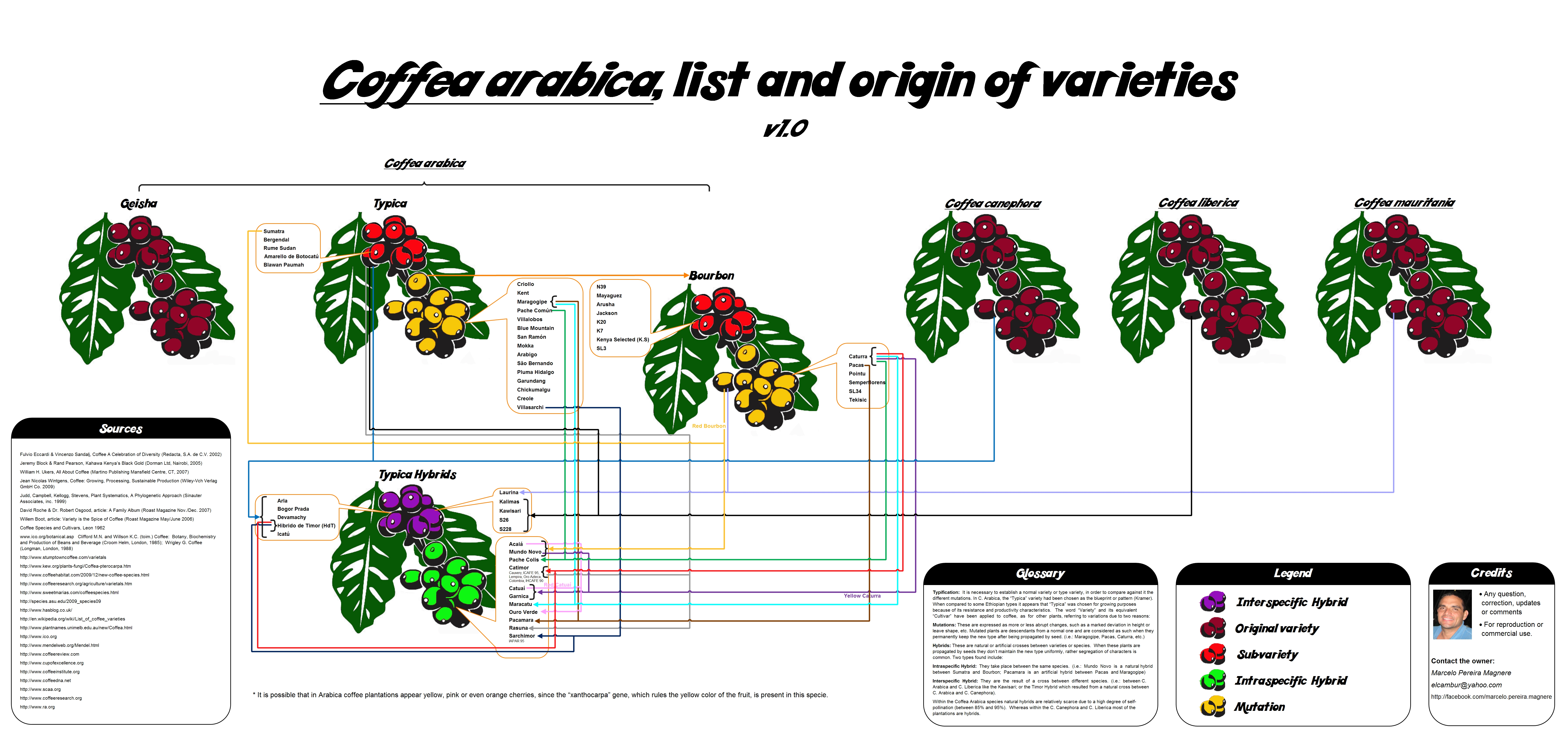
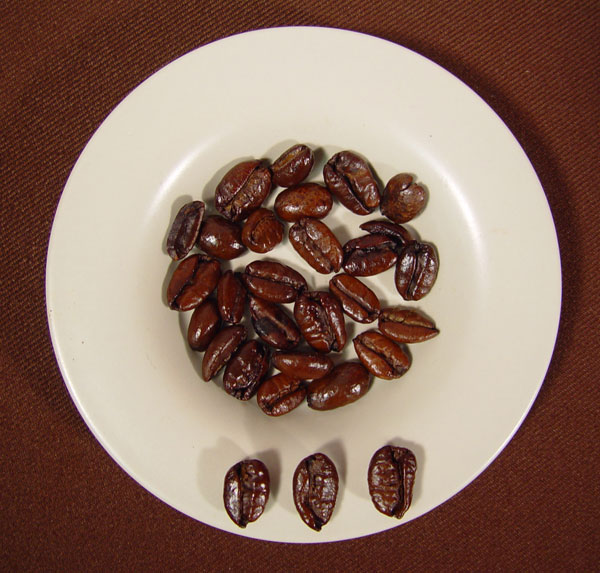